# Harry Franke
Harry Franke (* 15. März 1925 in Orlamünde in Thüringen; † 20. Juli 1981 in Jena) war ein deutscher Grafiker.

## Leben und Wirken

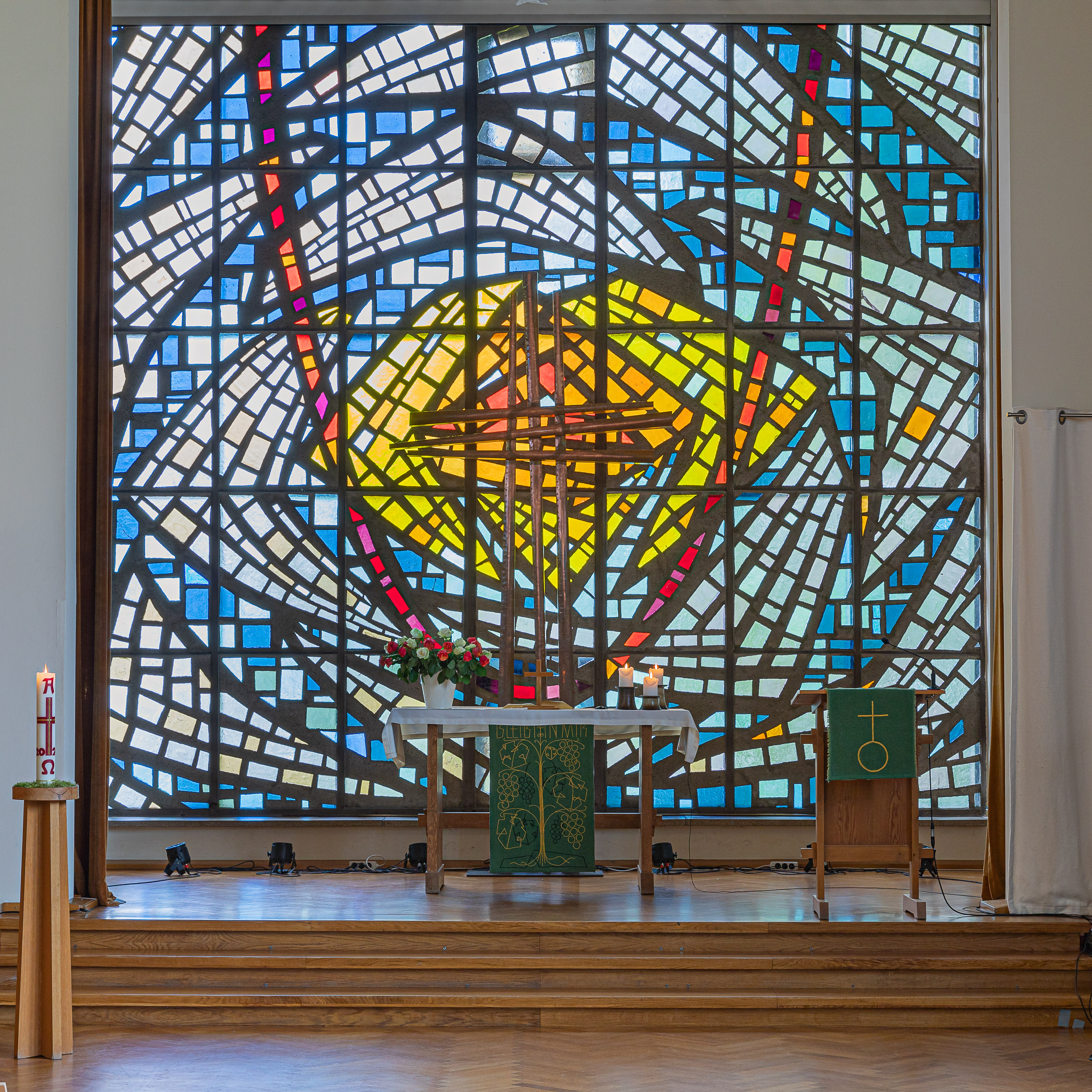
Lutherhaus Jena Altarraum

Harry Franke: Linolschnitt zur Jahreslosung 1977

Nach dem Besuch der Volksschule absolvierte Harry Franke ab 1939 eine Feinmechaniker-Lehre in der Jenaer Firma Carl Zeiss und arbeitete dort, bis er 1943 als Soldat in den Zweiten Weltkrieg eingezogen wurde. Nach dem Kriegsende studierte er zunächst an der Hochschule für Baukunst und Bildende Künste in Weimar und 1947 bis 1950 an der Fachschule für angewandte Kunst in Erfurt.
Danach wirkte er als selbständiger Grafiker in Jena. Seit 1953 waren seine künstlerischen Arbeiten ausschließlich christlichen Inhalts. Wegen dieser klaren Prägung seines künstlerischen Schaffens wurde er 1960 aus dem Verband Bildender Künstler ausgeschlossen. Dennoch war er bis zu seinem Tod mit staatlicher Sondergenehmigung weiterhin freischaffend tätig.
Er gestaltete für das 1960 in Wenigenjena eingeweihte Gemeindezentrum Albert Schweitzer das kupferne Kreuz mit der Darstellung des auferstandenen und segnenden Christus sowie dahinter ein rundes Mosaikfenster. Das Fenster zeigt in goldgelber Glasfärbung eine Strahlenkrone hinter dem Haupt der Christusfigur umgeben von unendlich reflektierenden Lichtstrahlen, die die Ewigkeit symbolisieren. Linien waren sein künstlerisches Markenzeichen.
Für die Dorfkirche Jenaprießnitz gestaltete Harry Franke im Jahr 1962 das Lanzettfenster in der Ostwand und das Buntglasfenster in der Südwand des gotischen Chorraumes. Das „Gardinenfenster“ in der Südwand zeigt die Versammlung der Jünger um Jesus beim letzten Abendmahl.
Ebenso prägte Harry Franke wesentlich die Gestaltung des 1977 neu eingeweihten Lutherhauses. Auch hier sind das von ihm entworfene Kreuz im Altarraum und dahinter das Altarfenster dominierend. Seine Gedanken aus dem Jahr 1975 zur Altarraumgestaltung im Lutherhaus sind überliefert: „Die Parabel im Fenster, von Gott kommend und wieder zu Gott gehend, in der das Auge Gottes ganz tief zu uns herabkommt....“ Auch die Außenansicht des Lutherhauses mit dem Kreuz auf dem Dach und der Wandgestaltung zur Hügelstraße hin trägt die künstlerische Handschrift von Harry Franke.
Wandteppiche, Linolschnitte, Plakate zu Jahreslosungen, Leporellos und andere Druckformate im Dienste der christlichen Verkündigung stammen von Harry Franke. Insbesondere arbeitete er mehrere Jahrzehnte für den CVJM. Er leitete Seminare für Schaukastengestaltung. Dafür entwickelte er eine leicht zu erlernende Schrift, die ausgeschnitten werden konnte und immer ein sauberes Schriftbild ergab. 
Die christliche Prägung seines Schaffens teilte er mit seiner Frau Edeltraut (geb. Müller, 1923–1999). Sie studierte 1947 bis 1950 an denselben Kunst-Hochschulen in Weimar und Erfurt wie Harry Franke. In Erfurt belegte sie die Fachrichtung Kunsthandwerkliche Buchbinderin und wirkte 1950 als Assistentin für Werken am Fachseminar für Zeichnen und Werken in Erfurt.
Beide heirateten 1948. Drei Kinder gingen aus ihrer Ehe hervor (Michael, geb. 1954; Ruth, 1956–2018, Lena, geb. 1958). Edeltraut Franke war zeitlebens die beste Kritikerin des künstlerischen Schaffens ihres Mannes, seine Beraterin und Mitarbeiterin.

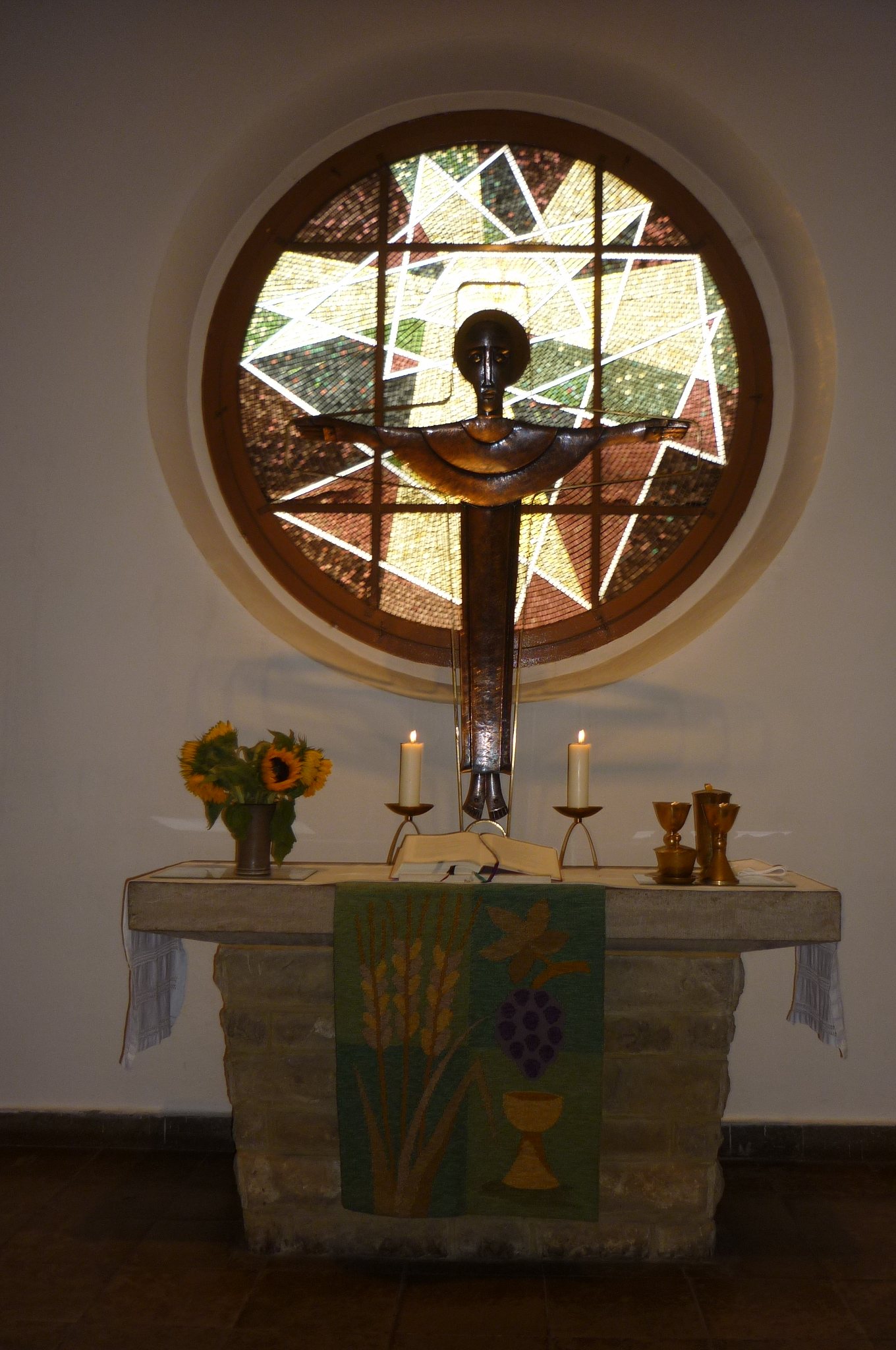
Altarraum im Gemeindezentrum Albert Schweitzer
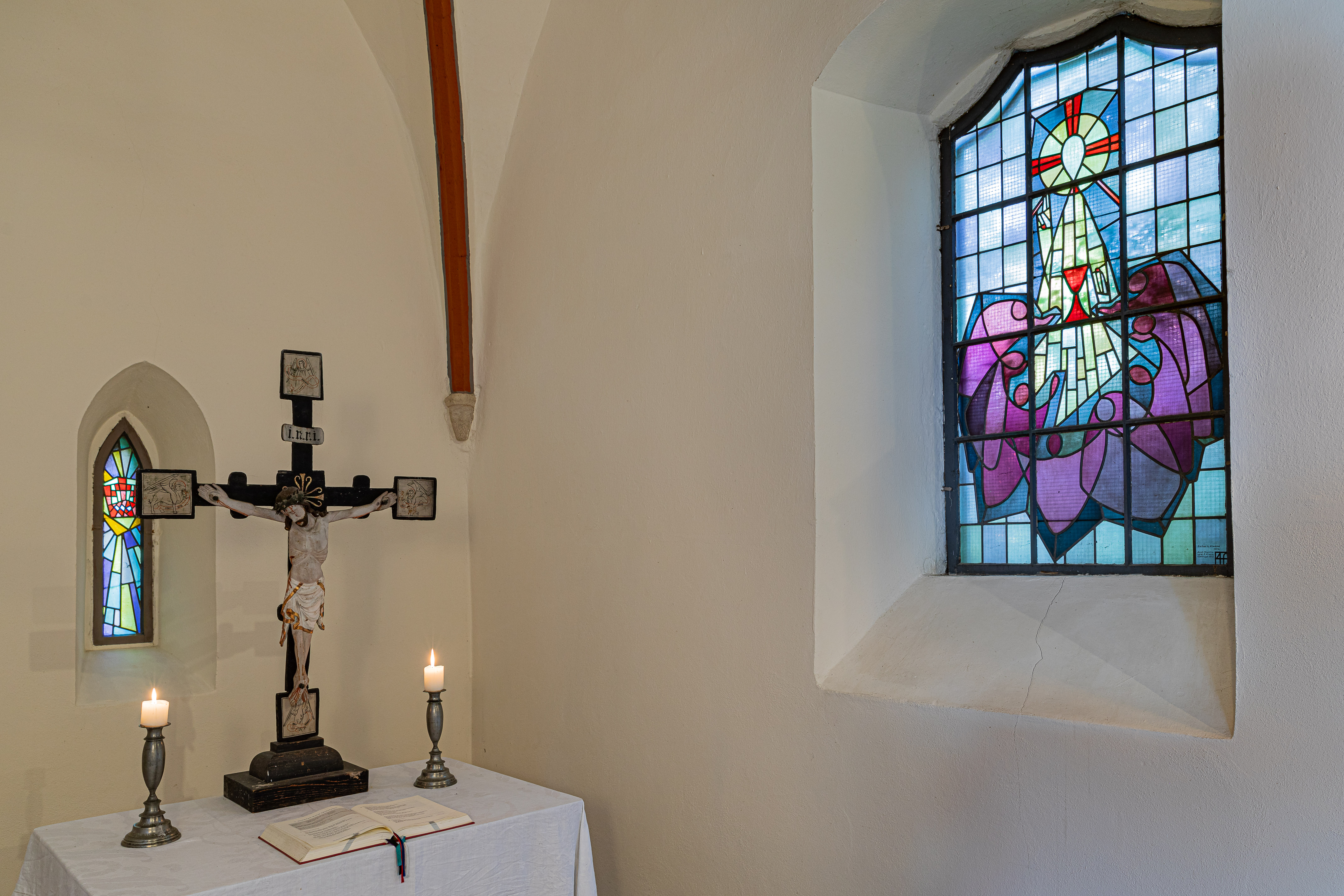
Chorraum der Dorfkirche Jenaprießnitz
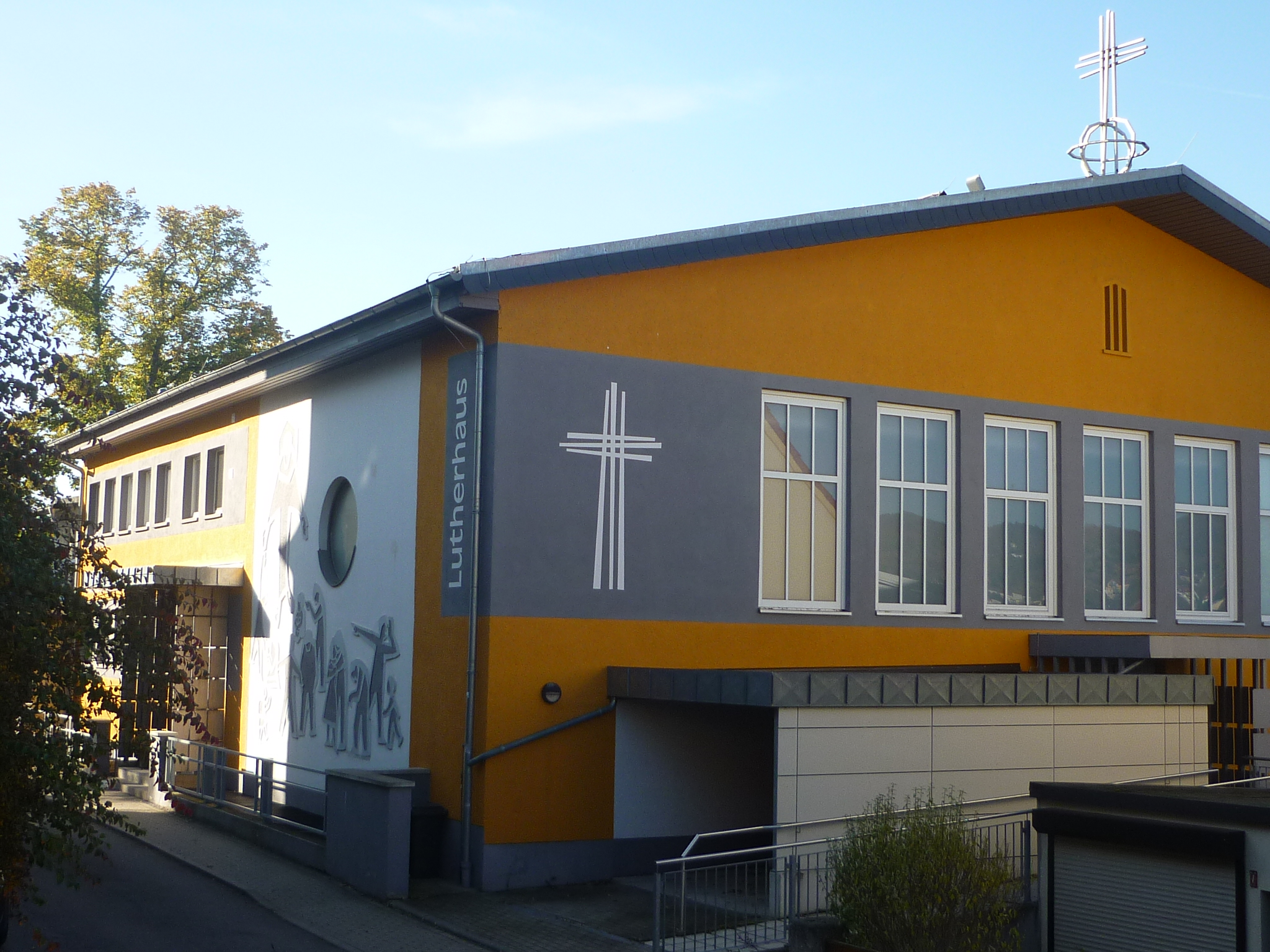
Lutherhaus Jena (2021)
Harry Franke: Linolschnitt zur Jahreslosung 1980